# My Krazy Life
My Krazy Life – debiutancki album amerykańskiego rapera YG, wydany 18 marca 2014 roku nakładem Pu$haz Ink, CTE World i Def Jam Recordings. Nagrania albumu trwały od 2012 do 2014 roku w różnych studiach nagraniowych.
Album zadebiutował na drugim miejscu listy sprzedaży Billboard 200 ze sprzedażą 61 000 egzemplarzy.

## Lista utworów
| Nr | Tytuł                          | Producent                             | Goście                                              | Czas |
| -- | ------------------------------ | ------------------------------------- | --------------------------------------------------- | ---- |
| 1  | "Mama Speech Intro"            | -                                     | -                                                   | 0:15 |
| 2  | "BPT"                          | Dijon "DJ Mustard" McFarlane          | -                                                   | 3:10 |
| 3  | "I Just Wanna Party"           | DJ Mustard                            | SchoolBoy Q & Jay Rock                              | 3:32 |
| 4  | "Left,Right"                   | DJ Mustard                            | DJ Mustard                                          | 3:52 |
| 5  | "Bicken Back Being Bool"       | DJ Mustard                            | -                                                   | 2:03 |
| 6  | "Meet The Flockers"            | Mikely Adam                           | Tee Cee                                             | 2:03 |
| 7  | "My Nigga"                     | DJ Mustard, Adam                      | Young Jeezy & Rich Homie Quan                       | 3:55 |
| 8  | "Do It to Ya"                  | DJ Mustard, C-Ballin                  | TeeFlii                                             | 4:25 |
| 9  | "Me & My Bitch"                | B Wheezy, Terrace Martin              | Tory Lanez                                          | 3:31 |
| 10 | "Who Do You Love?"             | DJ Mustard                            | Drake                                               | 3:53 |
| 11 | "Really Be (Smokin N Drinkin)" | Ty Dolla Sign, Chordz, Terrace Martin | Kendrick Lamar                                      | 5:10 |
| 12 | "1 AM"                         | Metro Boomin                          |                                                     | 2:37 |
| 13 | "Thank God (Interlude)"        |                                       | Big Tc & RJ                                         | 2:01 |
| 14 | "Sorry Momma"                  | Terrace Martin, DJ Mustard            | Ty Dolla Sign                                       | 5:05 |
| 15 | "When I Was Gone"              | DJ Mustard                            | RJ, Tee Cee, Charlie Hood, Reem Riches & Slim 400   | 3:21 |
| 16 | "Bompton"                      | DJ Mustard                            |                                                     | 2:53 |
| 17 | "My Nigga(Remix)"              | DJ Mustard, Mikely Adam               | Lil Wayne, Nicki Minaj, Meek Mill & Rich Homie Quan | 3:59 |
| 18 | "459"                          | DJ Mustard                            | Natasha Mosley                                      | 3:20 |